# پایگاه هوایی پووورینو
 پایگاه هوایی پووورینو (به انگلیسی: Povorino (air base)) یک فرودگاه نظامی است که یک باند فرود بتن دارد و طول باند آن ۲۵۰۰ متر است. این فرودگاه در شهر  پووورینو کشور روسیه قرار دارد و در ارتفاع ۹۱ متری از سطح دریا واقع شده است.